# Seya-ku
Seya (瀬谷区, Seya-ku) est l'un des dix-huit arrondissements de la ville de Yokohama au Japon. Il est situé à l'ouest de la ville.
En 2016, sa population est de 124 548 habitants pour une superficie de 17,17 km2, ce qui fait une densité de population de 7 250 hab./km2.

## Transport publics
L'arrondissement est desservi par la ligne principale de la compagnie Sōtetsu.